# Cem Özdemir (Fußballspieler)
Cem Özdemir (* 27. Juli 1992 in Seyhan) ist ein türkischer Fußballspieler.

## Karriere

### Verein
Özdemir begann, in der Jugend von Seyhan Belediyespor im Verein Fußball zu spielen und spielte anschließend für die Jugendmannschaft Adanaspor. Im Sommer 2010 erhielt er hier einen Profivertrag, war aber weiterhin überwiegend für die Reservemannschaft tätig. Er wurde aber am Training der Profis beteiligt und debütierte in einem Pokalspiel für die Profimannschaft. Zum Saisonende 2011/12 erreichte man den Einzug ins Playoff-Finale der TFF 1. Lig. Im Finale unterlag man in der Verlängerung Kasımpaşa Istanbul 2:3 und verpasste den Aufstieg in die Süper Lig erst in der letzten Begegnung. Mit diesem Verein beendete er die Saison 2014/15 als Zweitligameister und stieg mit seinem Verein in die Süper Lig auf.
Nachdem er mit Adanaspor am Ende der Saison 2016/17 den Klassenerhalt nicht erreichen konnte, wechselte Özdemir im Sommer 2017 zum Erstliga-Aufsteiger Sivasspor. In Hinrunde kam er bei seinem neuen Verein zu keinem Ligaeinsatz und wurde im Januar 2018 für sechs Monate an Kardemir Karabükspor und für die Saison 2018/19 an den Drittligisten Manisa Büyükşehir Belediyespor ausgeliehen.

### Nationalmannschaft
Özdemir spielte 2010 einmal für die türkische U-18-Jugendnationalmannschaft.

## Erfolge
Mit Adanaspor
- Meister der TFF 1. Lig und Aufstieg in die Süper Lig: 2015/16